# 菲律宾驻华大使馆
菲律宾共和国驻中华人民共和国大使馆，简称菲律宾驻华大使馆，是菲律宾共和国在中华人民共和国的最高外交代表机构。馆址位于中国北京市朝阳区建国门外秀水北街23号。

## 历史沿革
1975年6月9日，中菲建交，两国随即互设大使馆。